# Макклелланд (Айова)
Макклелланд (англ. McClelland) — місто (англ. city) в США, в окрузі Поттаваттамі штату Айова. Населення — 146 осіб (2020).

## Географія
Макклелланд розташований за координатами 41°19′43″ пн. ш. 95°41′0″ зх. д. / 41.32861° пн. ш. 95.68333° зх. д. (41.328473, -95.683430).  За даними Бюро перепису населення США в 2010 році місто мало площу 0,43 км², уся площа — суходіл.

## Демографія
Згідно з переписом 2010 року, у місті мешкала 151 особа в 54 домогосподарствах у складі 45 родин. Густота населення становила 349 осіб/км².  Було 56 помешкань (129/км²).
Расовий склад населення:
| - 94,0 % — білих - 1,3 % — чорних або афроамериканців |

До двох чи більше рас належало 4,0 %. Частка іспаномовних становила 2,0 % від усіх жителів.
За віковим діапазоном населення розподілялося таким чином: 28,5 % — особи молодші 18 років, 64,9 % — особи у віці 18—64 років, 6,6 % — особи у віці 65 років та старші. Медіана віку мешканця становила 36,5 року. На 100 осіб жіночої статі у місті припадало 84,1 чоловіків;  на 100 жінок у віці від 18 років та старших — 86,2 чоловіків також старших 18 років.
Середній дохід на одне домашнє господарство  становив 81 576 доларів США (медіана — 66 250), а середній дохід на одну сім'ю — 93 843 долари (медіана — 85 000). За межею бідності перебувало 0,8 % осіб, у тому числі 0,0 % дітей у віці до 18 років та 0,0 % осіб у віці 65 років та старших.
Цивільне працевлаштоване населення становило 76 осіб. Основні галузі зайнятості: освіта, охорона здоров'я та соціальна допомога — 21,1 %, науковці, спеціалісти, менеджери — 14,5 %, транспорт — 10,5 %, інформація — 9,2 %.